# Solón
Solón (starořecky Σόλων; asi 638 – 559 př. n. l.) byl antický řecký básník a zákonodárce v Athénách. Je řazen k sedmi největším mudrcům Řecka.

## Život
Solón se narodil v Athénách v jedné z mnoha zchudlých aristokratických rodin jako syn Exikestidův a potomek krále Medonta. Své životní zkušenosti načerpal při cestách na Kypr a do Egypta.
Když se Megařané zmocnili Salamíny a ohrožovali tak athénský přístav, přiměl Solón Athéňany k válečné výpravě proti Megaře a v jejich čele zvítězil. Díky tomu se stal populárním jak pro sílící lid, tak pro aristokraty a roku 594 př. n. l. byl zvolen archontem s plnou mocí pro vypracování nové ústavy a zákonů. Po dokončení demokratických reforem, které vyvedly Athény z krize, Solón vystavil nové zákony na mramorových deskách a vzdal se úřadu. Reforma však nebyla hned příznivě přijata a fungování nové ústavy zaručilo po nastalých nepokojích až panování tyrana Peisistrata.
Solón zemřel ve vysokém věku patrně v roce 559 př. n. l. Po smrti mu vděční občané postavili pomník a nazvali jej „svatým zákonodárcem“. Obdivovali se mu kromě jiných i Platón a Démosthenés. Plútarchos napsal jeho životopis.

## Básník a mudrc
Solónův literární odkaz obsahoval podle starověké tradice 5 000 veršů různého obsahu. Jeho básnická činnost, nepochybně ovlivněná tvorbou básníka Tyrtaia, úzce souvisela s činností politickou. Básněmi se obracel ke spoluobčanům a ospravedlňoval jimi své jednání. Nebyl velkým básníkem, ale v jeho verších se odráží jasné myšlení a upřímnost. Jeho tvorba však nedosáhla květnatého vyjadřování soudobých básníků Alkaia z Lesbu a Sapfó. Vedle programové politické poezie psal i verše s úvahami o smyslu života. Je dochováno asi 200 veršů z elegií a asi 70 veršů jambických a trochejských.
Zajisté dobro i zlo nám smrtelným přináší Osud;
tomu pak, co dá bůh, neujde smrtelný tvor.
Nebezpečné je všechno, co konáme, nikdo však neví,
 jak se mu vydaří věc, do které právě se dal.
Někdo chce jednati dobře, a při vší snaze ho stihne
zkáza a naprostý zmar, aniž co předvídal dřív;
jiný, ač jedná špatně, zas vyvázne ze svého bludu,
neboť ve věcech všech zdaru mu dopřává bůh.

Mezí nemá však píle, s níž lidé bohatství kupí,
neboť nyní, kdo z nás pro život nejvíce má,
dychtí mít dvakrát tolik. Kdo mohl by nasytit všechny?
Od bohů nesmrtných zisk obdržel smrtelný tvor:
z něho však pochází Áté! A tu když pošle Zeus trestat,
stíhá jednoho dnes, zítra pak jiného zas.
Solón, Elegie, úryvek
Solón byl ve starověku standardně uváděn jako jeden ze sedmi mudrců archaického Řecka, mezi které ho zařadil již Platón. Je mu připisována řada mravních naučení, životních rad a moudrých výroků:
- Ničeho příliš.[10]
- Bohatství rodí přesycenost a přesycenost zpupnost.[10]
- Vyhýbej se rozkoši, která plodí zármutek.[11]
- Naučíš-li se ovládat, budeš umět vládnout.[12]
- Nedávej rady nejpříjemnější, nýbrž nejlepší.[10]
- Nezískávej si přátele rychle a ty, které jsi už získal, rychle nezavrhuj.[12]
- Vyžaduješ-li od druhých odpovědnost, ujmi se jí i ty sám.[12]
- Neobcuj se špatnými.[11]
- Pečuj o důležité věci.[10]
- Učiň si vůdcem rozum.[13]
- Cos nespatřil, o tom nepovídej, co jsi spatřil, o tom mlč.[14]
- Zákony jsou podobny pavučinám, neboť i ty, padne-li do nich něco lehkého a slabého, vydrží, jestliže však do nich padne něco většího, protrhne je to a unikne.[13]
- Celý lidský život je jen snůškou náhod.[15]
- Pro člověka je lepší zemřít nežli žít.[16]

## Solónovy reformy
Prvním Solónovým činem ve svěřeném úřadě byla všeobecná amnestie, která se týkala kromě vrahů, vlastizrádců a jiných delikventů také vyhnanců, mezi něž patřili i Alkméonovci. Následně poslal Solón vojsko proti městu Kirze do války, kterou vyhlásila delfská amfyktiónie. Tím si zjednal klid na práci při ústavních reformách.
Dalším činem bylo zrušení všech dluhů bez náhrady a vykoupení občanů, kteří upadli pro dluhy do otroctví. Současně zrušil zákon, podle něhož se za dluhy ručilo tělem. Zrušil i poplatky z pozemků a další nevolnickou vazbu, dle které se rolník stal otrokem, pokud nemohl odevzdávat část ročního výnosu obilí.
Podpořil rozvoj obchodu a pěstování plodin na úkor obilnářství tím, že zakázal vývoz obilí a povolil vývoz olivového oleje. Tímto krokem také zajistil výživu obyvatel. Dále zavedl nový systém měr a vah a dal razit stříbrné mince (nejisté). Řemeslníkům bez půdy udělil občanská práva a jejich podnikání podpořil zákonem, který vyvazoval syny z povinnosti živit staré rodiče, pokud je nedali vyučit řemeslu.
Solón zrušil rodová privilegia a obyvatelstvo Athén rozdělil do čtyř tříd podle majetku (timokracie) na
- nejvyšší třídu – vlastníky (pentakosiomedimnoi), do které patřili lidé dosahující výnosu 500 medimnů (tj. asi 25 tisíc litrů) plodin, jejíž příslušníci se mohli stát nejvyššími úředníky,
- druhou třídu – jezdce (hippeis), výnos 300 medimnů, jejímž příslušníkům byly dostupné všechny vysoké úřady kromě úřadu pokladníka,
- třetí třídu – pěšáky, těžkooděnce (zeugítai), výnos 200 medimnů, ze které pocházeli nižší úředníci,
- čtvrtou třídu – dělníky, nádeníky (thétes), bez omezení majetku, ze které každý se nyní mohl stát členem búlé, sněmu či „Rady pěti set“, která kontrolovala činnost úřadů a schvalovala zákony.

Tento krok však vyvolal politický třídní boj. Dále vydal Solón zákon, dle kterého se kterýkoli občan mohl odvolat proti rozhodnutí jakéhokoli úřadu, a to k soudu. Takový zákon neměl do té doby precedens. Zřídil nový nejvyšší soud (Hélaia) z porotců volených losem. Nově stanovil složení lidového sněmu podle starých tradic; mohli se ho zúčastnit všichni občané Athén a sněm měl právo rozhodovat o všech věcech a volit všechny úředníky.